# Jerome, Arizona
Jerome je gradić u američkoj saveznoj državi Arizona. Prema popisu stanovništva iz 2010. u njemu je živjelo 444 stanovnika.